# سلسلة من الأحداث المؤسفة
سلسلة من الأحداث المؤسفة (بالإنجليزية: A Series of Unfortunate Events) هي سلسلة من ثلاث عشرة رواية كتبها الأديب الأمريكي دانييل هاندلر تحت الاسم القلميّ ليموني سنيكت. على الرغم من تصنيف الكتب ضمن «روايات الأطفال»، غالبًا ما تحمل شعورًا بالغموض والإبهام بالنسبة لهم. تتتبّع الكتب حيوات فايوليت، وكلاوس، وساني بوديلير التي يحفها الاضطراب. بعد ملاقاة والديهم حتفهما في حريق، يوضع الأطفال تحت وصاية قريبهم القاتل، الكونت أولاف، الذي يحاول سرقة ميراثهم وينظم لاحقًا بمساعدة شركائه العديد من الكوارث بينما يحاول الأطفال الفرار. مع تطور الحبكة، يواجه آل بوديلير تدريجيًا المزيد من الألغاز المحيطة بعائلتهم والمؤامرات العميقة التي تشمل مجتمعًا سريًا يُعرف باسم في. إف. دي.، على صلة بأولاف، ووالديهم، والعديد من أقاربهم. يروي السلسلة ليموني سنيكت، الذي يكرس كل أعماله لحبيبته الراحلة، بياتريس، وغالبًا ما يحاول صرف القارئ عن قراءة قصة آل بوديلير.
تُشتهر الكتب بالكوميديا السوداء والسرد الساخر، وعناصر المفارقة التاريخية فضلًا عن التلميحات الثقافية والأدبية المتكررة، وتتسم بالنبرات القوطية الفيكتورية والمعايير النصية العبثية. صُنفت من كتابات أدب ما بعد الحداثة وما وراء القص، وذُكر تطور الحبكة عبر الروايات الأخيرة باعتباره استكشافًا لعملية الانتقال النفسي من البراءة المثالية لمرحلة الطفولة إلى التعقيد الأخلاقي لمرحلة النضج. بالمثل، أُقر للأجزاء الأخيرة من السلسلة بالتباسها الأخلاقي متزايد التعقيد ناحية التناقض الفلسفي، إذ تزايدت صعوبة تمييز طبيعة بعض أفعال آل بوديلير عن أفعال خصومهم وتبين أن بعض الشخصيات مسؤولة عن ارتكاب مخالفات دائمة، رغم تعريفها ضمن الجانب الذي يدعي الخير من الحكاية.
منذ إطلاق الرواية الأولى، البداية السيئة، في سبتمبر من عام 1999، اكتسبت الكتب شعبية كبيرة، وإشادة من النقاد، ونجاحًا تجاريًا على مستوى العالم، ما أدى إلى إنتاج فيلم، ولعبة فيديو، وبضائع متنوعة ومسلسلًا تلفزيونيًا على منصة نتفليكس. بيع من ثلاثة عشر الكتب الرئيسية جمعًا أكثر من 60 مليون نسخة وتُرجمت إلى 41 لغة. أُصدرت عدة كتب مرافقة تجري أحداثها في الكون ذاته التي تجري فيه أحداث السلسلة، منها ليموني سنيكت: السيرة الذاتية غير المصرح بها، ورسائل بياتريس، والرباعية البادئة جميع الأسئلة الخاطئة من أدب الرواية السوداء، التي تؤرخ طفولة سنيكت.

## ملخص

### الإطار
يبدو أن أحداث الكتب تجري في عالم بديل «لا زمان فيه» يحمل أوجه شبه في الأساليب مع كل من القرن التاسع عشر وثلاثينيات القرن العشرين، لكن مع معرفة علمية معاصرة، فيبدو أن الزمن قد عفا عليها. مثلًا، في رواية المشفى العدائي، يرسل الأطفال بوديلير رسالة باستخدام شيفرة مورس عبر تلغراف، ومع ذلك يحتوي المتجر العام الذي هم فيه على كابل ألياف ضوئية للبيع. يظهر «حاسوب متقدم» في رواية الأكاديمية الصارمة؛ لكن لم تُعلن وظائف هذا الحاسوب المحددة أبدًا، وكان استخدامه الوحيد في الكتاب هو عرض صورة للكونت أولاف. في أحد الكتب المرافقة للسلسلة، السيرة الذاتية غير المصرح بها، يقال أن الحاسوب قادر على إجراء عمليات تزوير متقدم. قورن إطار العالم بإطار عالم فيلم إدوارد ذو الأيدي المقصات من ناحية أنه «قوطي ضواحي». رغم أن الفيلم يحدد موقع قصر آل بوديلير في مدينة بوسطن، ماساتشوستس، لكن نادرًا ما تظهر الأماكن الحقيقية في الكتب. مع ذلك، ذُكر بعضها، مثلًا في رواية مصعد إرساتز، عُنون أحد الكتب في مكتبة جيروم وإيسميه سكوالور بـ تُروت، تخرج في فرنسا؛ وهناك إشارات أيضًا للنبالات الخيالية في مناطق أمريكا الشمالية، خصيصًا دوقة وينيبيغ وملك أريزونا، قد تكون إشارات ضمنية لإطار رواية الكوميديا التهريجية بقلم كورت فونيجت، التي تظهر فيها نبالات أمريكية شمالية خيالية مشابهة. تركز رواية فونيجت على العائلة الصُنعية باعتبارها علاجًا للوحدة والاضطراب، ما يبدو أنه أيضًا هدف «العائلة الصُنعية» خاصة مجتمع في. إف. دي.